# Edmund Blaurock
Edmund Blaurock (* 12. Oktober 1899 in Nürnberg; † 25. Januar 1966 ebenda) war ein deutscher Offizier, zuletzt Generalleutnant im Zweiten Weltkrieg.

## Leben
Blaurock trat während des Ersten Weltkriegs am 27. März 1917 als Freiwilliger in das 8. Feldartillerie-Regiment „Prinz Heinrich von Preußen“ der Bayerischen Armee ein. Mitte März 1918 wurde er zum Regiment ins Feld an die Westfront überwiesen. Bei den Kämpfen zwischen Arras und Albert erlitt Blaurock am 11. August 1918 schwere Verwundungen und erlebte den Waffenstillstand von Compiègne im Lazarett.
Er schloss sich nach seiner Gesundung dem Freikorps Epp an und war von Juni bis Ende September 1919 bei der Freiwilligen-Batterie Hirschauer tätig. Anschließend wurde Blaurock in die Vorläufige Reichswehr übernommen und dem Reichswehr-Artillerie-Regiment 24 zugeteilt. Von dort folgte ein Jahr später seine Versetzung in die Fahr-Abteilung 7. Nach 1934 bei der Heeres-Truppenausbildung tätig, erfolgte am 1. Oktober 1936 seine Ernennung zum Major. Am 15. Juni 1938 wurde er Erster Generalstabsoffizier (Ia) der 8. Infanterie-Division ernannt und am 1. Juni 1939 zum Oberstleutnant befördert.
Mit Beginn des Zweiten Weltkrieges nahm er im September 1939 am Polen- und ab Mai 1940 am Westfeldzug teil. Seit 6. März 1941 fungierte er als Ia der 9. Armee, mit welcher er ab Juni 1941 am Unternehmen Barbarossa teilnahm. Am 1. Februar 1942 wurde er zum Oberst befördert und ab 24. April diente er als Generalstabschef des XXXXIII. Armeekorps. Fortwährend an der Ostfront eingesetzt führte er vom 15. Juli bis 15. August 1943 als Oberst stellvertretend für General Paul Seyffardt die 205. Infanterie-Division. Am 1. November 1943 wurde Blaurock Chef des Generalstabes des XXVIII. Armeekorps.
Am 10. Februar 1944 wurde er Generalstabschef der an der Narwa-Landenge führenden Armeegruppe Friessner. Nach der Auflösung dieser Front übernahm er am 15. Juli 1944 die Führung der Korps-Abteilung D, welche Ende Juni 1944 während der Operation Bagration im Mittelabschnitt der Ostfront zerschlagen wurde. Am 1. Juli 1944 übernahm er die 56. Infanterie-Division und wurde gleichzeitig zum Generalmajor befördert. Am 1. April 1945 wurde er Generalleutnant und übernahm zwei Tage darauf die aus Einheiten des Reichsarbeitsdienstes aufgestellte Infanterie-Division „Ulrich von Hutten“. Während der Schlacht um die Seelower Höhen am 18. April 1945 übernahm er von Friedrich Sixt das Kommando über die im Verband des CI. Armeekorps stehende 5. Jäger-Division. Am 3. Mai 1945 geriet Blaurock in britische Kriegsgefangenschaft, im Mai 1948 folgte seine Entlassung.

## Auszeichnungen
- Eisernes Kreuz (1914) II. Klasse[5]
- Eisernes Kreuz (1939) I. Klasse
- Spange zum Eisernen Kreuz II. Klasse
- Deutsches Kreuz in Gold am 4. Juni 1944[6]
- Ritterkreuz des Eisernen Kreuzes mit Eichenlaub[6]
  - Ritterkreuz am 27. Juli 1944
  - Eichenlaub am 19. Februar 1945 (746. Verleihung)